# Лесьна-Подляска
Лесьна-Подляска (пол. Leśna Podlaska, до 8 июня 1927 года называлось Лесьна) — село в гмине Лесьна-Подляска, в Бяльском повете, в Люблинском воеводстве в Польше.
Находится в 15 километрах к северо-западу от города Бяла-Подляска, недалеко от речки Клуковка, притока реки Кшна.

## История
Село известно основанным в 1885 году графиней Евгенией Борисовной Ефимовской (позднее — игуменьей Екатериной) Леснинским Богородицким монастырём, в 1915 году, ввиду Первой мировой войны, покинувшего своё место. В настоящее время все помещения монастыря возвращены приходу римско-католической церкви.